# Coelopyrena
Coelopyrena là một chi thực vật có hoa trong họ Thiến thảo (Rubiaceae).

## Loài
Chi Coelopyrena gồm các loài: